# Storm (pel·lícula de 2005)
Storm (lit. «tempesta») és una pel·lícula sueca dirigida per Måns Mårlind i Björn Stein, estrenada l'any 2005. Ha estat doblada al català.
Escrit per Måns Mårlind i produït per Karl Fredrik Ulfung, el film el protagonitzen Joel Kinnaman, Eric Ericson, Eva Röse i Jonas Karlsson. El film ha estat rodat en suec a Suècia i difós el 2005. Va guanyar el premi Guldbagge a la millor fotografia.

## Argument
DD (Donny Davidson) és un periodista a la trentena, que pensa que pot gestionar tot sol la seva vida de dandy a Estocolm sense tenir compte les persones socialment desfavorides.
La ciutat d'Estocolm és amenaçada per una tempesta, però Donny se'n burla.
Lova, una jove pèl-roja, ha robat una caixa de plata a la banda d'un « guardià d'uniforme » que vol recuperar la caixa i persegueix Lova. La caixa pot donar respostes a qüestions eternes i perilloses.
Donny és tranquil al fons d'un taxi en un embotellament, quan Lova entra al taxi. Lova dona la caixa a Donny abans de dir-li que sabrà quan obrir-la, a continuació Lova desapareix.
Donny i Eva han de viatjar en el temps per assegurar el futur de la humanitat.
En la fugida, Donny troba novament Lova, que condueix un cotxe i que l'estaborneix. Quan Donny recupera la consciència, es troba en una ciutat deserta on vivia quan era nen. A la casa dels seus pares, troba un còmic anomenat "Storm", l'acció del qual reflecteix les seves experiències reals. Tanmateix, no arriba a obrir la caixa.

## Repartiment
- Joel Kinnaman: Amo del Bar
- Eric Ericson: DD (Donny Davidson)
- Eva Röse: Lova
- Jonas Karlsson: el guardià
- Lina Englund: l'ajudant
- Peter Engman: Cabbie, taxista
- Kalle Norrhäll: Jeppon
- Jacqueline Ramel: Malin
- Matias Varela: Knugen
- Per Ragnar: Vakthavande
- Sasha Becker: Helena
- Adam Lundgren: DD adolescent
- Oscar Åkermo: DD nen
- Christian Rinmad: Ronny / Christian Hollbrink (Lillebror)
- Niclas Larsson: Ronny nen
- Victor Ström: Mormon
- Katia Winter: cambrera
- Katarina Sandström: periodista

## Llocs dels rodatges
El film ha estat rodat a la tardor 2004 a Estocolm, Vänersborg (servint de ciutat abandonada), Trollhättan àlies Trollywood, Elmia, Kungsbron, Kungsgatan i Uddevalla a Suècia.

## Premis
El film ha assolit el Guldbagge l'any 2006 per a la millor cinematografia, el Linus Sandgren i el premi del públic del Festival Internacional de Cinema d'Estocolm l'any 2005. Ha obtingut igualment el Corb de plata a Brussel·les (Bèlgica) i el Méliès de plata al Festival de cinema fantàstic d'Amsterdam (2006, Holanda).